# RFID

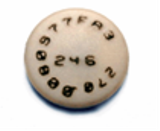
Chip Rfid «pasivo» encapsulado para uso en uniformes y sector textil. Especial resistencia para lavanderías (ver #Sector textil-sanitario).

RFID o identificación por radiofrecuencia (del inglés Radio Frequency Identification) es un sistema de almacenamiento y recuperación de datos remotos que usa dispositivos denominados etiquetas, tarjetas o transpondedores RFID. El propósito fundamental de la tecnología RFID es transmitir la identidad de un objeto (similar a un número de serie único) mediante ondas de radio. Las tecnologías RFID se agrupan dentro de las denominadas Auto ID (automatic identification, o identificación automática).
Las etiquetas RFID (RFID tag en inglés) son unos dispositivos pequeños, similares a una pegatina, que pueden ser adheridas o incorporadas a un producto, un animal o una persona. Contienen antenas para permitirles recibir y responder a peticiones por radiofrecuencia desde un emisor-receptor RFID. Las etiquetas pasivas no necesitan alimentación eléctrica interna, mientras que las activas sí lo requieren. Una de las ventajas del uso de radiofrecuencia (en lugar, por ejemplo, de infrarrojos) es que no se requiere visión directa entre emisor y receptor.

## Antecedentes
En la actualidad la tecnología más extendida para la identificación de objetos es la de los códigos de barras. Sin embargo, estos presentan algunas desventajas: debe haber visión directa entre código y lector, escasa cantidad de datos que pueden almacenar y la imposibilidad de ser reprogramados. La idea, mejorada, constituyó el origen de la tecnología RFID: consistía en usar chips de silicio que pudieran transferir los datos que almacenaban al lector sin contacto físico (a corta distancia), de forma equivalente a los lectores de infrarrojos utilizados para leer los códigos de barras. Además no es necesaria visión directa, es decir, el código es leído aun dentro de un empaque o bolsa lo que permite la lectura de muchos al mismo tiempo y no uno a uno como en otras tecnologías.

## Historia
La tecnología usada en RFID habría existido desde comienzos de los años 1920, desarrollada por el MIT.
Una tecnología similar, el transpondedor de IFF, fue inventada por los británicos en 1939, y fue utilizada de forma rutinaria por los aliados en la Segunda Guerra Mundial para identificar los aeroplanos como amigos o enemigos.
El endovibrador desarrollado en la URSS en 1945 por Léon Theremin está considerado como un precursor de los sistemas de RFID, aunque el dispositivo de Theremin era un dispositivo de escucha secreto pasivo, no una etiqueta de identificación, por lo que esta aplicación es dudosa. 
Otro trabajo temprano que trata el RFID es el artículo de 1948 de Harry Stockman, titulado Comunicación por medio de la energía reflejada (Actas del IRE, pp. 1196-1204, octubre de 1948). Stockman predijo que "… el trabajo considerable de investigación y de desarrollo tiene que ser realizado antes de que los problemas básicos restantes en la comunicación de la energía reflejada se solucionen, y antes de que el campo de aplicaciones útiles se explore". Hicieron falta treinta años de avances en multitud de campos diversos antes de que RFID se convirtiera en una realidad.
Según algunas fuentes, (fuente que establece que los sistemas RFID han existido desde finales de los años 1960 y que solo recientemente se había popularizado gracias a las reducciones de costos).
El primer ser humano al que se le implantó un microchip RFID fue el artista Eduardo Kac en 1997. Kac implantó el microchip en directo por televisión (y también en directo por Internet) en el marco de su obra de arte Time Capsule.

## Arquitectura
El modo de funcionamiento de los sistemas RFID es simple. La etiqueta RFID, que contiene los datos de identificación del objeto al que se encuentra adherida, genera una señal de radiofrecuencia con dichos datos. Esta señal puede ser captada por un lector RFID, el cual se encarga de leer la información y pasarla en formato digital a la aplicación específica que utiliza RFID 666.
Un sistema RFID consta de los siguientes tres componentes:
- Etiqueta RFID o transpondedor: compuesta por una antena, un transductor radio y un material encapsulado o chip. El propósito de la antena es permitirle al chip, el cual contiene la información, transmitir la información de identificación de la etiqueta. Existen varios tipos de etiquetas. El chip posee una memoria interna con una capacidad que depende del modelo y varía de una decena a millares de bytes. Existen varios tipos de memoria:
  - Solo lectura: el código de identificación que contiene es único y es personalizado durante la fabricación de la etiqueta.
  - De lectura y escritura: la información de identificación puede ser modificada por el lector.
  - Anticolisión: se trata de etiquetas especiales que permiten que un lector identifique varias al mismo tiempo (habitualmente las etiquetas deben entrar una a una en la zona de cobertura del lector).

- Lector de RFID o transceptor: compuesto por una antena, un transceptor y un decodificador. El lector envía periódicamente señales para ver si hay alguna etiqueta en sus inmediaciones. Cuando capta una señal de una etiqueta (la cual contiene la información de identificación de esta), extrae la información y se la pasa al subsistema de procesamiento de datos.

- Subsistema de procesamiento de datos o middleware RFID: proporciona los medios de proceso y almacenamiento de datos.

## Tipos de RFID
- RFID de Baja Frecuencia (LF), 30 kHz a 300 kHz, con 125 kHz y 134 kHz como las frecuencias más comunes.
- RFID de Alta Frecuencia (HF), 3 a 30 MHz, siendo 13.56 MHz la más utilizada.
- RFID de Ultra Alta Frecuencia (UHF), opera en el rango de 860-960 MHz.

## Tipos de etiquetas RFID

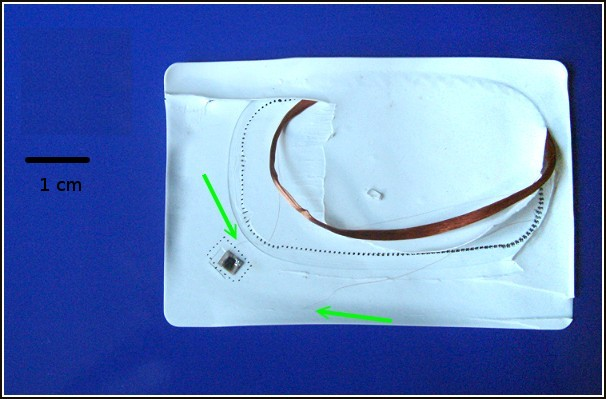
Tamaño de un chip RFID con antena

Las etiquetas RFID pueden ser activas, semipasivas (también conocidos como semiactivos o asistidos por batería) o pasivos. Las etiquetas pasivas no requieren ninguna fuente de alimentación interna y son dispositivos puramente pasivos (solo se activan cuando un lector se encuentra cerca para suministrarles la energía necesaria). Los otros dos tipos necesitan alimentación, típicamente una pila pequeña.
La gran mayoría de las etiquetas RFID son pasivas, que son mucho más baratas de fabricar y no necesitan batería. En 2004, estas etiquetas tenían un precio desde 0.40 $, en grandes pedidos, para etiquetas inteligentes, según el formato, y de 0.95 $ para etiquetas rígidas usados frecuentemente en el sector textil encapsulados en PP o epoxi. El mercado de RFID universal de productos individuales será comercialmente viable con volúmenes muy grandes de 10 000 millones de unidades al año, llevando el coste de producción a menos de 0.05 $ según un fabricante. La demanda actual de chips de circuitos integrados con RFID no está cerca de soportar ese coste. Los analistas de las compañías independientes de investigación como Gartner and Forrester Research convienen en que un nivel de precio de menos de 0.10 $ (con un volumen de producción de 1 000 millones de unidades) solo se puede lograr en unos 6 u 8 años, lo que limita los planes a corto plazo para una adopción extensa de las etiquetas RFID pasivas. Otros analistas creen que esos precios serían alcanzables dentro de 10 a 15 años.
A pesar de que las ventajas en cuanto al coste de las etiquetas RFID pasivas con respecto a las activas son significativas, otros factores, incluyendo exactitud, funcionamiento en ciertos ambientes como cerca del agua o metal, y fiabilidad, hacen que el uso de etiquetas activas sea muy común hoy en día.

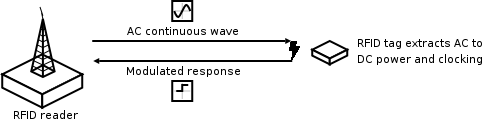
Backscatter en RFID

Para comunicarse, las etiquetas responden a peticiones o preguntas generando señales que a su vez no deben interferir con las transmisiones del lector, ya que las señales que llegan de las etiquetas pueden ser muy débiles y han de poder distinguirse. Además de la reflexión o backscatter, puede manipularse el campo magnético del lector por medio de técnicas de modulación de carga. El backscatter se usa típicamente en el campo lejano y la modulación de carga en el campo próximo (a distancias de unas pocas veces la longitud de onda del lector).

### Etiquetas pasivas
Las etiquetas pasivas no poseen alimentación eléctrica. La señal que les llega de los lectores induce una corriente eléctrica pequeña y suficiente para operar el circuito integrado CMOS de la etiqueta, de forma que puede generar y transmitir una respuesta. La mayoría de las etiquetas pasivas utiliza backscatter sobre la portadora recibida; esto es, la antena ha de estar diseñada para obtener la energía necesaria para funcionar a la vez que para transmitir la respuesta por backscatter. Esta respuesta puede ser cualquier tipo de información, no solo un código identificador. Una etiqueta puede incluir memoria no volátil, posiblemente escribible (por ejemplo EEPROM).
Las etiquetas pasivas suelen tener distancias de uso práctico comprendidas entre los 10 cm (ISO 14443) y llegando hasta unos pocos metros (EPC e ISO 18000-6), según la frecuencia de funcionamiento y el diseño y tamaño de la antena. Por su sencillez conceptual, son obtenibles por medio de un proceso de impresión de las antenas. Como no precisan de alimentación energética, el dispositivo puede resultar muy pequeño: pueden incluirse en una pegatina o insertarse bajo la piel (etiquetas de baja frecuencia).
En 2006, Hitachi desarrolló un dispositivo pasivo denominado µ-Chip con un tamaño de 0.15 × 0.15 mm sin antena, más delgado que una hoja de papel (7,5 µm). Se utiliza SOI (Silicon-on-Insulator) para lograr esta integración. Este chip puede transmitir un identificador único de 128 bits fijado a él en su fabricación, que no puede modificarse y confiere autenticidad al mismo. Tiene un rango máximo de lectura de 30 cm. En febrero de 2007 Hitachi presentó un dispositivo aún menor de 0.05×0.05 mm y lo suficientemente delgado como para poder estar integrado en una hoja de papel. Estos chips tienen capacidad de almacenamiento y pueden funcionar en distancias de hasta unos pocos cientos de metros. Su principal inconveniente es que su antena debe ser como mínimo 80 veces más grande que el chip.
Alien Technology (Fluidic Self Assembly), SmartCode (Flexible Area Synchronized Transfer) y Symbol Technologies (PICA) declaran disponer de procesos en diversas etapas de desarrollo que pueden reducir aún más los costes por medio de procesos de fabricación paralela.[cita requerida] Estos medios de producción podrían reducir mucho más los costes y dirigir los modelos de economía de escala de un sector importante de la manufactura del silicio. Esto podría llevar a una expansión mayor de la tecnología de etiquetas pasivas.
Existen etiquetas fabricadas con semiconductores basados en polímeros desarrollados por compañías de todo el mundo. En 2005 PolyIC y Philips presentaron etiquetas sencillas en el rango de 13.56 MHz que utilizaban esta tecnología. Si se introducen en el mercado con éxito, estas etiquetas serían producibles en imprenta como una revista, con costes de producción mucho menores que las de silicio, sirviendo como alternativa totalmente impresa, como los actuales códigos de barras. Sin embargo, para ello es necesario que superen aspectos técnicos y económicos, teniendo en cuenta que el silicio es una tecnología que lleva décadas disfrutando de inversiones de desarrollo multimillonarias que han resultado en un coste menor que el de la impresión convencional.
Debido a las preocupaciones por la energía y el coste, la respuesta de una etiqueta pasiva RFID es necesariamente breve, normalmente apenas un número de identificación (GUID). La falta de una fuente de alimentación propia hace que el dispositivo pueda ser bastante pequeño: existen productos disponibles de forma comercial que pueden ser insertados bajo la piel. En la práctica, las etiquetas pasivas tienen distancias de lectura que varían entre unos 10 milímetros hasta cerca de 6 metros, dependiendo del tamaño de la antena de la etiqueta y de la potencia y frecuencia en la que opera el lector. En 2007, el dispositivo disponible comercialmente más pequeño de este tipo medía 0.05 milímetros × 0.05 milímetros, y más fino que una hoja de papel; estos dispositivos son prácticamente invisibles.[cita requerida]

### Etiquetas activas
A diferencia de las etiquetas pasivas, las activas poseen su propia fuente autónoma de energía, que utilizan para dar corriente a sus circuitos integrados y propagar su señal al lector. Estas son mucho más fiables (tienen menos errores) que las pasivas debido a su capacidad de establecer sesiones con el lector. Gracias a su fuente de energía son capaces de transmitir señales más potentes que las de las pasivas, lo que les lleva a ser más eficientes en entornos dificultosos para la radiofrecuencia como el agua (incluyendo humanos y ganado, formados en su mayoría por agua), metal (contenedores, vehículos). También son efectivas a distancias mayores pudiendo generar respuestas claras a partir de recepciones débiles (al contrario que las pasivas). Por el contrario, suelen ser mayores y más caras, y su vida útil es en general mucho más corta.
Muchas etiquetas activas tienen rangos efectivos de cientos de metros y una vida útil de sus baterías de hasta 10 años. Algunas de ellas integran sensores de registro de temperatura y otras variables que pueden usarse para monitorizar entornos de alimentación o productos farmacéuticos. Otros sensores asociados con RFID incluyen humedad, vibración, luz, radiación, temperatura y componentes atmosféricos como el etileno. Además de mucho más rango (500 m), tienen capacidades de almacenamiento mayores y la habilidad de guardar información adicional enviada por el transceptor.
Actualmente, las etiquetas activas más pequeñas tienen un tamaño aproximado de una moneda. Muchas etiquetas activas tienen rangos prácticos de diez metros, y una duración de batería de hasta varios años.

### Características
- Fuente de alimentación propia mediante batería de larga duración (generalmente baterías de litio/dióxido de manganeso).
- Distancias de lectura escritura mayor de 10 m a 100 m generalmente.
- Diversas tecnologías y frecuencias.
  - Hasta 868 MHz (UHF) o según estándares aplicados.
  - 2.4 GHz muy utilizada (banda ISM, Industrial Scientific and Medical), la misma que para dispositivos wireless LAN 802.11b.
- Memoria generalmente entre 4 y 32 kB.
- Principales fabricantes: TagMaster, Identec Solutions, Siemens, Nedap, WhereNet, Bluesoft, Syris RFID.
- Precio de la etiqueta: 30 a 90 €.

La principal ventaja de las etiquetas RFID activas respecto a las pasivas es el elevado rango de lectura, del orden de decenas de metros. Como desventajas, cabe destacar el precio, que es muy superior que las pasivas y la dependencia de alimentación por baterías. El tiempo de vida de las baterías depende de cada modelo de etiqueta y también de la actividad de este, normalmente es del orden de años. Para facilitar la gestión de las baterías, es habitual que las etiquetas RFID activas envíen al lector información del nivel de batería, lo que permite sustituir con antelación aquellas que están a punto de agotarse.

#### Baterías de larga duración utilizadas en etiquetas RFID activas
Estas baterías proporcionan a las etiquetas una alimentación en modo reposo en el cual la corriente consumida es muy pequeña (3uA generalmente) y en modo de funcionamiento (donde se consume 24mA) estas baterías pueden durar desde 1 a 10 años, lo que los hace más robustos. Los más utilizados son los de litio y dióxido de manganeso como el CR2032 y el CR2320. A continuación se tiene sus características técnicas:
- Sistema químico: Li /MnO2
- Voltaje nominal: 3 V
- Capacidad nominal: 235 mAh
- Descarga de corriente estándar: 0.4 mA
- Máxima corriente de descarga: 3.0 mA
- Peso promedio: 2.8 g
- Rango de temperatura: de –30 a 70 °C
- Descarga pasiva a 23 °C: < 1 % al año

Tiene las siguientes dimensiones de acuerdo al IEC 60086:
El desempeño de la descarga en función a la temperatura y a la resistencia de carga se muestra en los siguientes gráficos:
También hay baterías impresas ultrafinas para el diseño de empaquetado activo. Estas baterías son flexibles, de gran alcance y tienen menos de un milímetro de grosor, lo que las hacen ideales para las etiquetas activas de los sistemas RFID.
Otra alternativa son las baterías de papel, que tienen aplicaciones en dispositivos RFID, smart cards y led en papel, entre otros. Se trata de una batería que está formada por láminas finas de compuestos químicos incrustados en papel obteniéndose energía eléctrica a partir de reacciones de oxidación-reducción, produciendo en los bornes un voltaje nominal de 1.5 V y una carga de 1.5 mAh aproximadamente.

### Etiquetas semipasivas
Las etiquetas semipasivas se parecen a las activas en que poseen una fuente de alimentación propia, aunque en este caso se utiliza principalmente para alimentar el microchip y no para transmitir una señal. La energía contenida en la radiofrecuencia se refleja hacia el lector como en una etiqueta pasiva. Un uso alternativo para la batería es almacenar información propagada desde el lector para emitir una respuesta en el futuro, típicamente usando backscatter. Las etiquetas sin batería deben responder reflejando energía de la portadora del lector al vuelo.
La batería puede permitir al circuito integrado de la etiqueta estar constantemente alimentado y eliminar la necesidad de diseñar una antena para recoger potencia de una señal entrante. Por ello, las antenas pueden ser optimizadas para utilizar métodos de backscattering. Las etiquetas RFID semipasivas responden más rápidamente, por lo que son más fuertes en el ratio de lectura que las pasivas.
Este tipo de etiqueta tiene una fiabilidad comparable a la de las activas, a la vez que pueden mantener el rango operativo de una pasiva. También suelen durar más tiempo que las activas.
¿Cuáles son las diferencias entre código de barras y etiquetas RFID?
Una de las funciones esenciales de los precintos de seguridad es garantizar la correcta identificación y trazabilidad de los productos y mercancías a los que van asociados. ¿Cuáles son las diferencias entre código de barras y etiquetas RFID? El precinto de seguridad funciona entonces como vehículo de información gracias a los códigos que van integrados en el mismo.
Las principales diferencias entre sistemas de identificación: ¿Cuáles son las diferencias entre código de barras y etiquetas RFID?
Es interesante comparar sistemas más tradicionales como códigos de barras frente a la alternativa que presentan las etiquetas RFID. Repasemos el comportamiento de cada uno centrándonos en cuatro principales características:
Capacidad de almacenamiento de información.
Versatilidad y rapidez de escaneado.
Coste del sistema.
Ventaja destacada.
1. Código de barras
La ventaja destacada del código de barras es su estandarización en multitud de sectores. La sencillez de su uso y su correcto nivel de precisión hacen de él el sistema más extendido en el sector retail o comercio y en la gestión de inventarios y logística.
Sin embargo, su capacidad de almacenamiento de información está más limitada por el espacio: registra hasta 20 caracteres. Por otro lado, el escaneado de códigos de barras requiere la intervención humana y el contacto directo del lector con la información impresa, algo que resta rapidez al proceso.
En cuanto al coste, los códigos de barras pueden ser impresos con sistemas sencillos y por ello no resultan gravosos, pero sí es cierto que son más proclives al deterioro en ambientes agresivos y no se pueden modificar una vez han sido impresos.
2. Etiquetas RFID
Durante los últimos años, la tecnología RFID se ha popularizado por la mayor versatilidad de este tipo de etiquetas frente a los códigos de barras. Ahí reside su gran ventaja frente al código de barras.
La capacidad de almacenamiento de datos de una etiqueta RFID es tal que puede llegar a contener hasta cuatro millones de caracteres. Se trata de un sistema pasivo que no necesita energía para su funcionamiento. Su escaneado es mucho más rápido, ya que los lectores pueden identificar varios productos a la vez y no necesitan contacto visual directo (son capaces de extraer la información a través de materiales opacos).
Además, al tratarse de un diseño tecnológico, no puede copiarse o duplicarse con facilidad, por lo que la seguridad es mayor frente al código de barras. La información de las etiquetas RFID no están grabadas a fuego: puede reescribirse siempre que sea necesario modificar algún dato.
Finalmente, respecto al coste se trata de un sistema menos económico puesto que implica un desarrollo tecnológico mayor.
¿Cuáles son las diferencias entre código de barras y etiquetas RFID?
Ser consciente de las diferencias entre códigos de barras o etiquetas RFID no significa que tengamos que elegir un sistema en detrimento del otro. Es común encontrar que dos sistemas conviven en una misma aplicación.
En el caso de los precintos de seguridad, pueden combinarse con el fin de asegurar en toda situación la lectura de la información que porta. Por ejemplo, el precinto Ten Lok RFID puede portar la información del producto al que acompaña tanto en su dispositivo RFID como en el código de barras impreso en la cartela. En caso de fallar el lector RFID, siempre se puede recurrir a una lectura tradicional del código de barras, evitando así problemas en el tránsito de mercancías.

### Tipos de antena
El tipo de antena utilizado en una etiqueta depende de la aplicación para la que está diseñado y de la frecuencia de operación. Las etiquetas de baja frecuencia o LF (del inglés low frequency) normalmente se sirven de la inducción electromagnética. Como el voltaje inducido es proporcional a la frecuencia, se puede producir el necesario para alimentar un circuito integrado utilizando un número suficiente de espiras. Existen etiquetas LF compactas (como las encapsuladas en vidrio, utilizadas para identificación humana y animal) que utilizan una antena en varios niveles (tres de 100-150 espiras cada uno) alrededor de un núcleo de ferrita.
En alta frecuencia (HF, 13.56 MHz) se utiliza una espiral plana con 5 a 7 vueltas y un factor de forma parecido al de una tarjeta de crédito para lograr distancias de decenas de centímetros. Estas antenas son más baratas que las LF ya que pueden producirse por medio de litografía en lugar de espiración, aunque son necesarias dos superficies de metal y una aislante para realizar la conexión cruzada del nivel exterior al interior de la espiral, donde se encuentran el condensador de resonancia y el circuito integrado.
Las etiquetas pasivas en frecuencias ultraalta (UHF) y de microondas suelen acoplarse por radio a la antena del lector y utilizar antenas clásicas de dipolo. Solo es necesaria una capa de metal, lo que reduce el coste. Las antenas de dipolo, no obstante, no se ajustan muy bien a las características de los circuitos integrados típicos (con alta impedancia de entrada, ligeramente capacitiva). Se pueden utilizar dipolos plegados o bucles cortos como estructuras inductivas complementarias para mejorar la alimentación. Los dipolos de media onda (16 cm a 900 MHz) son demasiado grandes para la mayoría de aplicaciones (por ejemplo las etiquetas RFID para uso en etiquetas no pueden medir más de 10 cm), por lo que hay que doblar las antenas para satisfacer las necesidades de tamaño. También pueden usarse estructuras de banda ancha. La ganancia de las antenas compactas suele ser menor que la de un dipolo (menos de 2 dB) y pueden considerarse isótropas en el plano perpendicular a su eje.
Los dipolos experimentan acoplamiento con la radiación que se polariza en sus ejes, por lo que la visibilidad de una etiqueta con una antena de dipolo simple depende de su orientación. Las etiquetas con dos antenas octogonales (etiquetas de doble dipolo) dependen mucho menos de ella y de la polarización de la antena del lector, pero suelen ser más grandes y caras que sus contrapartidas simples.
Pueden usarse antenas de parche para dar servicio en las cercanías de superficies metálicas, aunque es necesario un grosor de 3 a 6 mm para lograr un buen ancho de banda, además de que es necesario tener una conexión a tierra que incrementa el coste comparado con estructuras de una capa más sencillas.
Las antenas HF y UHF suelen ser de cobre o aluminio. Se han probado tintas conductoras en algunas antenas encontrando problemas con la adhesión al circuito integrado y la estabilidad del entorno.

### Asociación de etiquetas
Existen tres tipos básicos de etiquetas por su relación con los objetos que identifican: asociable, implantable e insertable (attachable, implantable, insertion). Además de estos tipos de etiquetas, Eastman Kodak ha presentado dos solicitudes de patente que tratan de la monitorización del consumo de medicina en forma de una etiqueta “digerible”.

### Posicionamiento de las etiquetas
La orientación puede afectar al desempeño de etiquetas UHF a través del aire. En general, no es necesaria una recepción óptima de la energía del lector para operar sobre las etiquetas pasivas. No obstante, puede haber casos en los que se fija la distancia entre ambas partes así como la potencia efectiva emitida. En este caso, es necesario saber en qué casos se puede trabajar de forma óptima con ellos.
Se definen los puntos denominados R (de resonancia, resonance spot), L (vivo, live spot) y D (muerto, dead spot) para especificar la localización de las etiquetas en un objeto marcado, de forma que estas aún puedan recibir la energía necesaria con base a unos niveles determinados de potencia emitida y distancia.

### Entornos de etiquetas
El concepto de etiqueta RFID va asociado al de su ubicuidad. Esto supone que los lectores pueden requerir la selección de etiquetas a explorar de entre muchos candidatos posibles. También podrían desear realizar una exploración de las etiquetas de su entorno para realizar inventarios o, si las etiquetas se asocian a sensores y pueden mantener sus valores, identificar condiciones del entorno. Si un lector RFID intenta trabajar con un conjunto de etiquetas, debe conocer los dispositivos que se encuentran en su área de acción para después recorrerlos uno a uno, o bien hacer uso de protocolos de evitación de colisiones.

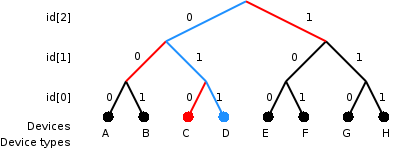
Identificación de etiquetas en un entorno de búsqueda

Para leer los datos de las etiquetas, los lectores utilizan un algoritmo de singulación basado en el recorrido de árboles, resolviendo las colisiones que puedan darse y procesando secuencialmente las respuestas. Existen etiquetas bloqueantes que pueden usarse para evitar que haya lectores que accedan a las etiquetas de un área sin necesidad de recurrir a comandos de suicidio para inhabilitarlas. Estas se hacen pasar por etiquetas normales pero poseen ciertas características específicas; en concreto, pueden tomar cualquier código de identificación como propio, y pueden responder a toda pregunta que escuchen, asegurando el entorno al anular la utilidad de estas preguntas.
En general, puede emitirse una señal espuria si se detecta actividad de etiquetas para bloquear las transmisiones débiles producidas por estas. En caso de que las etiquetas sean prescindibles o no sean necesarias de nuevo, pueden inutilizarse induciendo en ellos corrientes elevadas que inutilicen sus circuitos.
Aparte de esto, una etiqueta puede ser promiscua, si responde a todas las peticiones sin excepción, o segura, si requiere autentificación (esto conlleva los aspectos típicos de gestión de claves criptográficas y de acceso). Una etiqueta puede estar preparada para activarse o desactivarse como respuesta a comandos del lector.
Los lectores encargados de un grupo de etiquetas en un área pueden operar en modo autónomo, en contraposición al modo interactivo. Si trabajan de esta forma, realizan una identificación periódica de todas las etiquetas en su entorno y mantienen una lista de presencia con tiempos de persistencia (timeouts) e información de control. Si una entrada expira, se elimina de la tabla.
Con frecuencia una aplicación distribuida requiere el uso de ambos tipos extremos de etiquetas. Las pasivas no pueden realizar labores de monitorización continua, sino que realizan tareas bajo demanda cuando los lectores se las solicitan. Son útiles para realizar actividades regulares y bien definidas con necesidades de almacenamiento y seguridad acotadas. Si hay accesos frecuentes, continuos o impredecibles, o bien existen requerimientos de tiempo real o procesamiento de datos (como búsqueda en tablas internas) suele ser conveniente utilizar etiquetas activas.

## Clasificación
Los sistemas RFID se clasifican dependiendo del rango de frecuencias que usan. Existen cuatro tipos de sistemas: de frecuencia baja (LF: 125 o 134.2 kHz); de alta frecuencia (HF: 13.56 MHz); de frecuencia ultraelevada (UHF: 868 a 956 MHz); y de microondas (2.45 gigahercios). Los sistemas UHF no pueden ser utilizados en todo el mundo porque no existe una única regulación global para su uso.

## Estandarización
Los estándares de RFID abordan cuatro áreas fundamentales:
- Protocolo en la interfaz aéreo: especifica el modo en el que etiquetas RFID y lectores se comunican mediante radiofrecuencia.
- Contenido de los datos: especifica el formato y semántica de los datos que se comunican entre etiquetas y lectores.
- Certificación: pruebas que los productos deben cumplir para garantizar el desarrollo de los estándares y pueden interoperar con otros dispositivos de distintos fabricantes.
- Aplicaciones: usos de los sistemas RFID.

Como en otras áreas tecnológicas, la estandarización en el campo de RFID se caracteriza por la existencia de varios grupos de especificaciones competidoras. Por una parte está ISO, y por otra Auto-ID Centre (conocida desde octubre de 2003 como EPCglobal, de EPC, Electronic Product Code). Ambas comparten el objetivo de conseguir etiquetas de bajo coste que operen en UHF.
Los estándares EPC para etiquetas son de dos clases:
- Clase 1: etiqueta simple, pasiva, de solo lectura con una memoria no volátil programable una sola vez.
- Clase 2: etiqueta de solo lectura que se programa en el momento de fabricación del chip (no reprogramable posteriormente).

Las clases no son ínteroperables y además son incompatibles con los estándares de ISO. Aunque EPCglobal está desarrollando una nueva generación de estándares EPC está (denominada Gen2), con el objetivo de conseguir interoperabilidad con los estándares de ISO, aún se está en discusión sobre el AFI (Application Family Identifier) de 8 bits.
Por su parte, ISO ha desarrollado estándares de RFID para la identificación automática y la gestión de objetos. Existen varios estándares relacionados, como ISO 10536, ISO 14443 e ISO 15693, pero la serie de estándares estrictamente relacionada con las RFID y las frecuencias empleadas en dichos sistemas es la serie 18000.

## Regulación de frecuencias
No hay ninguna corporación pública global que gobierne las frecuencias usadas para RFID. En principio, cada país puede fijar sus propias reglas.
Las principales corporaciones que gobiernan la asignación de las frecuencias para RFID son:
- EE. UU.: FCC (Comisión Federal de Comunicaciones)
- Canadá: DOC (Departamento de la Comunicación)
- Europa: ERO, CEPT, ETSI y administraciones nacionales. Obsérvese que las administraciones nacionales tienen que ratificar el uso de una frecuencia específica antes de que pueda ser utilizada en ese país
- Japón: MPHPT (Ministry of Public Management, Home Affairs, Post and Telecommunication)
- China: Ministerio de la Industria de Información.
- Australia: Autoridad Australiana de la Comunicación.
- Nueva Zelanda: Ministerio de desarrollo económico de Nueva Zelanda.
- Argentina: ENACOM (Ente Nacional de Comunicaciones).
- Chile: SUBTEL https://web.archive.org/web/20110923183559/http://www.subtel.gob.cl/prontus_subtel/site/edic/base/port/inicio.html
- Perú: Ministerio de Transportes y Comunicaciones DS-006-2013-MTC

Si bien la legislación del espectro de radiofrecuencias queda bajo la soberanía de cada país, existen organismos internacionales que se encargan de establecer usos y recomendaciones para cada banda del espectro electromagnético, como lo es la ITU-R. La mayoría de los organismos nacionales de legislación del espectro forman parte de los comités de regulación de la ITU-R y a su vez siguen las recomendaciones propuestas por este organismo. Puede obtener más información sobre las recomendaciones de este organismo en relación con los sistemas RFID en su reporte al respecto.
Las etiquetas RFID de baja frecuencia (LF: 125 - 134 kHz y 140 - 148.5 kHz) y de alta frecuencia (HF: 13.56 MHz) se pueden utilizar de forma global sin necesidad de licencia. La frecuencia ultraalta (UHF: 868 - 928 MHz) no puede ser utilizada de forma global, ya que no hay un único estándar global. En Norteamérica, la frecuencia ultraelevada se puede utilizar sin licencia para frecuencias entre 908 - 928 MHz, pero hay restricciones en la energía de transmisión. En Europa la frecuencia ultraelevada está bajo consideración para 865.6 - 867.6 MHz. Su uso es sin licencia solo para el rango de 869.40 - 869.65 MHz, pero existen restricciones en la energía de transmisión. El estándar UHF estadounidense (908-928 MHz) no es aceptado en Francia e Italia ya que interfiere con sus bandas militares. En China y Japón no hay regulación para el uso de la frecuencia ultraelevada. Cada aplicación de frecuencia ultraelevada en estos países necesita de una licencia, que debe ser solicitada a las autoridades locales, y puede ser revocada. En Australia y Nueva Zelanda, el rango es de 918 - 926 MHz para uso sin licencia, pero hay restricciones en la energía de transmisión.
Existen regulaciones adicionales relacionadas con la salud y condiciones ambientales. Por ejemplo, en Europa, la regulación Waste Electrical and Electronic Equipment (Equipos eléctricos y electrónicos inútiles), no permite que se desechen las etiquetas RFID. Esto significa que las etiquetas RFID que estén en cajas de cartón deben ser quitadas antes de deshacerse de ellas. También hay regulaciones adicionales relativas a la salud; véase campo electromagnético.

## Beneficios y ventajas
- Combinación de diferentes tecnologías la RFID e Internet.
- Proveedor de identificación y localización de artículos en la cadena de suministro más inmediato, automático y preciso de cualquier compañía, en cualquier sector y en cualquier parte del mundo.
- Lecturas más rápidas y más precisas (eliminando la necesidad de tener una línea de visión directa).
- Niveles más bajos en el inventario.
- Mejora el flujo de caja y la reducción potencial de los gastos generales.
- Reducción de roturas de productos en inventario.
- Capacidad de informar al personal o a los encargados de cuándo se deben reponer las estanterías o cuándo un artículo se ha colocado en el sitio equivocado.
- Disminución de la pérdida desconocida.
- Ayuda a conocer exactamente qué elementos han sido sustraídos y, si es necesario, dónde localizarlos.
- Integrándolo con múltiples tecnologías (vídeo, sistemas de localización, etc.) con lectores de RFID en estanterías ayudan a prevenir el robo en tienda.
- Mejor utilización de los activos.
- Seguimiento de sus activos reutilizables (empaquetamientos, embalajes, carretillas) de una forma más precisa.
- Luchar contra la falsificación (esto es primordial para la administración y las industrias farmacéuticas).
- Retirada del mercado de productos concretos.
- Reducción de costos y en el daño a la marca (averías o pérdida de ventas).

## Uso actual[17]
Dependiendo de las frecuencias utilizadas en los sistemas RFID, el coste, el alcance y las aplicaciones son diferentes. Los sistemas que emplean frecuencias bajas tienen igualmente costes bajos, pero también baja distancia de uso. Los que emplean frecuencias más altas proporcionan distancias mayores de lectura y velocidades de lectura más rápidas. Así, las de baja frecuencia se utilizan comúnmente para la identificación de animales, seguimiento de barricas de cerveza, o como llave de automóviles con sistema antirrobo. En ocasiones se insertan en pequeños chips en mascotas, para que puedan ser devueltas a su dueño en caso de pérdida. En los Estados Unidos se utilizan dos frecuencias para RFID: 125 kHz (el estándar original) y 134.5 kHz (el estándar internacional). En Argentina también se utiliza la frecuencia de 125 kHz para las tarjetas plásticas de proximidad de baja frecuencia, aunque también se comercializan modelos de alta frecuencia de 13.56 MHz más versátiles, que permiten operaciones de lectura / escritura y realizar varias aplicaciones al mismo tiempo.[cita requerida] Las etiquetas RFID de alta frecuencia se utilizan en bibliotecas y seguimiento de libros, seguimiento de palés, control de acceso en edificios, seguimiento de equipaje en aerolíneas, seguimiento de artículos de ropa y últimamente en pacientes de centros hospitalarios para hacer un seguimiento de su historia clínica. Un uso extendido de las etiquetas de alta frecuencia como identificación de acreditaciones, substituyendo a las anteriores tarjetas de banda magnética. Solo es necesario acercar estas insignias a un lector para autenticar al portador.
Las etiquetas RFID de UHF se utilizan comúnmente de forma comercial en seguimiento de palés y envases, y seguimiento de camiones y remolques en envíos o en sistemas de distribución de uniformidad en hospitales HF(Asturias - España) o incluso en la ropa plana, siempre y cuando la etiqueta sea encapsulada en resina de epoxi, para mayor resistencia al proceso de calandrado y prenda de extracción de agua.
Las etiquetas RFID de microondas se utilizan en el control de acceso en vehículos de gama alta.
Algunas autopistas, como por ejemplo el carril de telepeaje IAVE en las autopistas de CAPUFE en México la FasTrak de California, el sistema I-Pass de Illinois, el telepeaje TAG en las autopistas urbanas en Santiago de Chile, la totalidad de las autopistas pagas argentinas y el E-Pass de Filipinas utilizan etiquetas RFID para recaudación con peaje electrónico. Las tarjetas son leídas mientras los vehículos pasan; la información se utiliza para cobrar el peaje en una cuenta periódica o descontarla de una cuenta prepago. El sistema ayuda a disminuir el entorpecimiento del tráfico causado por las cabinas de peaje.
Sensores como los sísmicos pueden ser leídos empleando transmisores-receptores RFID, simplificando enormemente la recolección de datos remotos.
En enero de 2003, Michelin anunció que había comenzado a probar transmisores-receptores RFID insertados en neumáticos. Después de un período de prueba estimado de 18 meses, el fabricante ofrecerá neumáticos con RFID a los fabricantes de automóviles. Su principal objetivo es el seguimiento de neumáticos en cumplimiento con la United States Transportation, Recall, Enhancement, Accountability and Documentation Act (TREAD).
Las tarjetas con chips RFID integrados se usan ampliamente como dinero electrónico, como por ejemplo la tarjeta Octopus en Hong Kong, tarjeta bip! en Santiago de Chile para el transporte público (Transantiago), la tarjeta SUBE para el transporte de Argentina (metro y buses, especialmente en la Ciudad Autónoma de Buenos Aires), la tarjeta prepago del Sistema Integrado Guatemalteco de Autobuses para uso en el Transurbano y en el Transmetro (Guatemala) en Guatemala, Sistema Integrado de Transporte y Transmilenio en Bogotá Colombia, prepago en cinemas Tarjeta Cineco la tarjeta Cívica en Medellín, y en las tarjetas para el Bus Metropolitano que opera desde 2010 en Lima, Perú.
Comenzando con el modelo de 2004, está disponible una "llave inteligente" como opción en el Toyota Prius y algunos modelos de Lexus. La llave emplea un circuito de RFID activo que permite que el automóvil reconozca la presencia de la llave a un metro del sensor. El conductor puede abrir las puertas y arrancar el automóvil mientras la llave sigue estando en la cartera o en el bolsillo.
En agosto de 2004, el Departamento de Rehabilitación y Corrección de Ohio (ODRH) aprobó un contrato de 415.000 dólares para ensayar la tecnología de seguimiento con Alanco Technologies. Los internos tienen unos transmisores del tamaño de un reloj de muñeca que pueden detectar si los presos han estado intentando quitárselas y enviar una alarma a los ordenadores de la prisión. Este proyecto no es el primero que trabaja en el desarrollo de chips de seguimiento en prisiones estadounidenses. Instalaciones en Míchigan, California e Illinois emplean ya esta tecnología.
En abril de 2016 el Club Atlético Tigre de Argentina inició una campaña para que sus hinchas se inyecten un chip con RFID dentro de su cuerpo para controlar su acceso a la cancha. El proyecto de biohacking fue considerado totalmente innovador como extraordinario, generando controversia y desacuerdo por parte de la población, aunque su uso no se piensa como obligatorio sino como alternativo al carnet utilizado usualmente.

### Bibliotecas

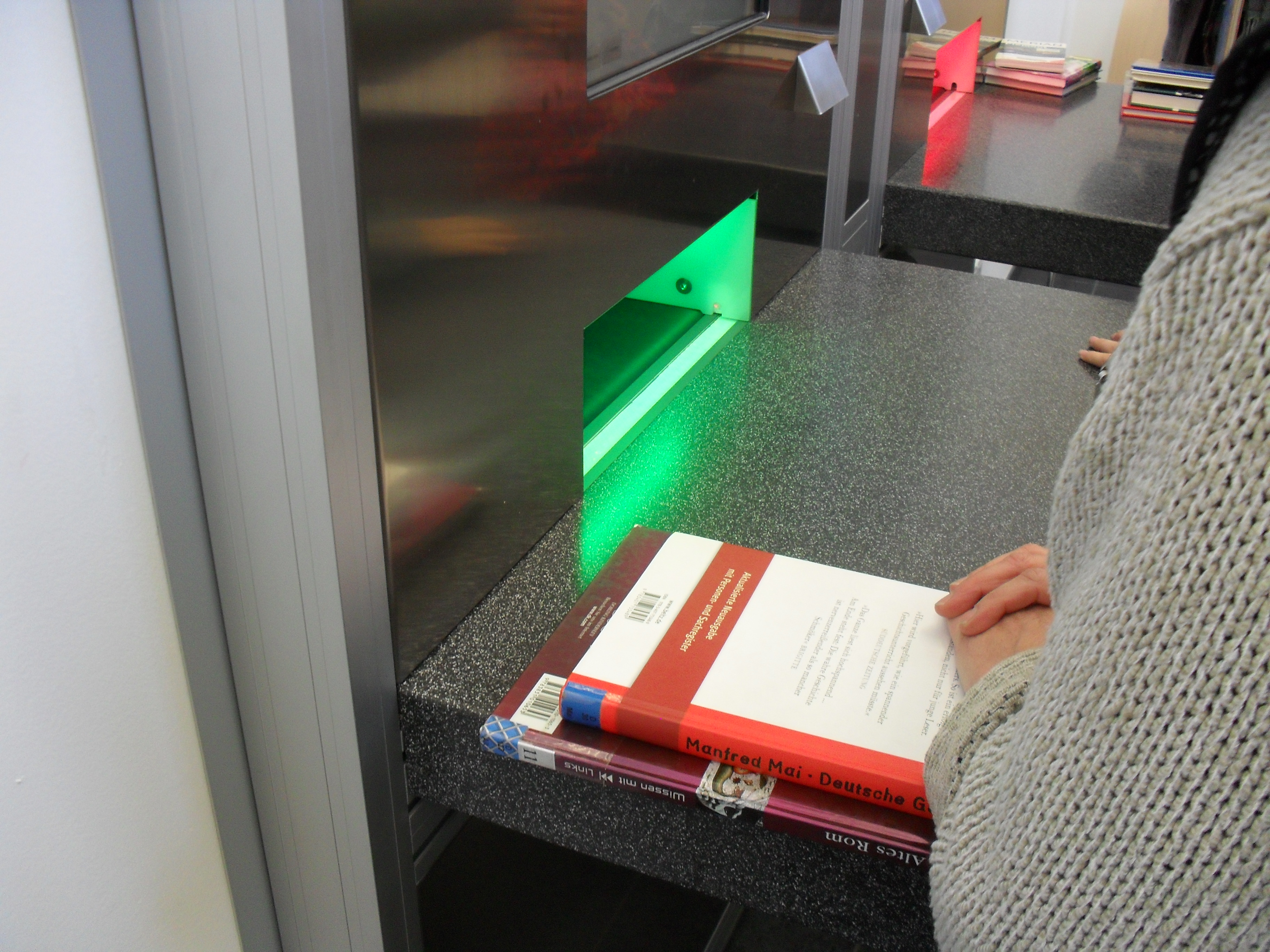
Estación RFID en biblioteca para inventariar libros.

Algunas bibliotecas utilizan etiquetas RFID para reemplazar a los códigos de barras debido a sus múltiples ventajas. Estas etiquetas puede contener información para identificar cada elemento dentro de la biblioteca e incluso su historial de uso. Las etiquetas RFID pueden servir como método de administración de inventario y también para ofrecer autoservicio a los usuarios, de forma que puedan devolver los libros a cualquier hora del día o de la noche. Las etiquetas de los libros pueden leerse mientras los libros están en movimiento en una cinta transportadora, lo que reduce el tiempo del personal. Dado que las etiquetas RFID no necesitan un lector óptico, no es necesario abrir la cubierta de un libro o la caja del DVD para escanear el elemento, es por esto que se puede leer una pila de libros al mismo tiempo. Gracias a ello, las etiquetas también pueden servir como un dispositivo de seguridad con la ayuda de un par de antenas a la salida de la biblioteca. Asimismo, con lectores portátiles, los encargados de la biblioteca pueden hacer control de inventario en un estante completo en cuestión de segundos.

### Sector textil-sanitario

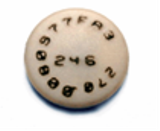
Chip para textil, uniformidad. Resistente a cualquier proceso de lavado.

En la actualidad los costes del RFID textil se han reducido ostensiblemente llegando a estar cerca de 0,50 a 0,55€. Los más resistentes están encapsulados en resina epoxi, que además son los adecuados para los sistemas de distribución automática de prendas (armarios, taquillas o sistemas de perchas).
Estos pueden ser insertados en las prendas de forma muy discreta, dentro de los dobladillos, termosellados o simplemente cosidos.
Lo ideal es el correcto insertado en las prendas, pues la posición es muy importante ya que de situarse en determinadas zonas, puede dar error en la lectura. La importancia de la calidad de lectura es fundamental. El haber seleccionado con anterioridad el hardware, antenas y lectores, así como estar situado en un entorno no metálico o debidamente aislado es crucial para la consecución del 100 % de lectura. Hoy en día y gracias al protocolo anticolisión se pueden leer de forma masiva decenas de prendas u objetos sin necesidad de tener visibilidad directa o sin necesidad de extraer las prendas de los sacos de lavandería, cajas o plásticos en tan solo unos pocos segundos.
Gracias a este producto en el sector textil, los procesos de lavandería, lencería y dispensación automática de ropa en sectores como el sanitario o de moda, se consigue la optimización de recursos humanos y una reducción de existencias, importantísimos de hasta un 35 % en el inventario directo y de la reducción de hasta un 50 % en la pérdida, extravío o robo de las prendas. Elementos como los túneles de lectura son dispositivos que ayudan de forma muy precisa al usuario de estos sistemas, llegando al 100 % de lectura.
En España el auge de esta tecnología está en claro crecimiento si bien hay muy pocas empresas que pueden ofrecer garantías de éxito en la implementación y el asesoramiento de los dispositivos a usar, siempre HF. En junio de 2014 el Grupo Inditex firmó un importante acuerdo con Tyco para mejorar los procesos de inventario y reducir la pérdida desconocida y el hurto. Con ello, el minorista optimiza su inversión en inventario y consigue maximizar las ventas y los márgenes. Un buen socio tecnológico en este campo es importante que sea capaz de dimensionar perfectamente el sistema.
En caso de la ropa plana, su uso está altamente condicionado a la etiqueta seleccionada, siendo la parte más importante para asegurar el funcionamiento correcto en dichas prendas. Las etiquetas encapsulados en resina de epoxi han demostrado ser las únicas resistentes a los exigentes procesos de lavado, donde se usan prendas para la extracción del agua sobrante después del túnel de lavado y resistentes a la calandra, que debido a las presiones ejercidas en la ropa, hasta 9 bares, si bien se aconseja reducirla a 3 bares (suficiente para asegurar el tejido), y la alta temperatura de secado hasta los 180 °C. Si su uso es requerido en esta ropa, la etiqueta encapsulada en epoxi, es la más recomendable, ya que otras soluciones de etiqueta plana de algodón o plástico, se acaba rompiendo o fundiendo, con el consiguiente perjuicio para el proyecto. Existen varias empresas expertas en este tipo de etiqueta, si bien TagsysRfid, es la que más experiencia puede aportar, debido a la gran cantidad de referencias en el sector textil-sanitario[cita requerida]. La empresa Fujitsu ha desarrollado recientemente etiquetas WT-A522 con antena no metálica con capacidad de ser utilizadas en entornos MRI, y de lectura masiva de más de 500 prendas en tan solo unos segundos permitiendo una trazabilidad total de toda la ropa plana hospitalaria.
Otra aplicación típica en el sector sanitario es el uso en residencias geriátricas como método de identificación de los ancianos más dependientes, lo que permite su ubicación en las diversas zonas, así como asegurar su presencia en el centro.

### Logística[25][26]

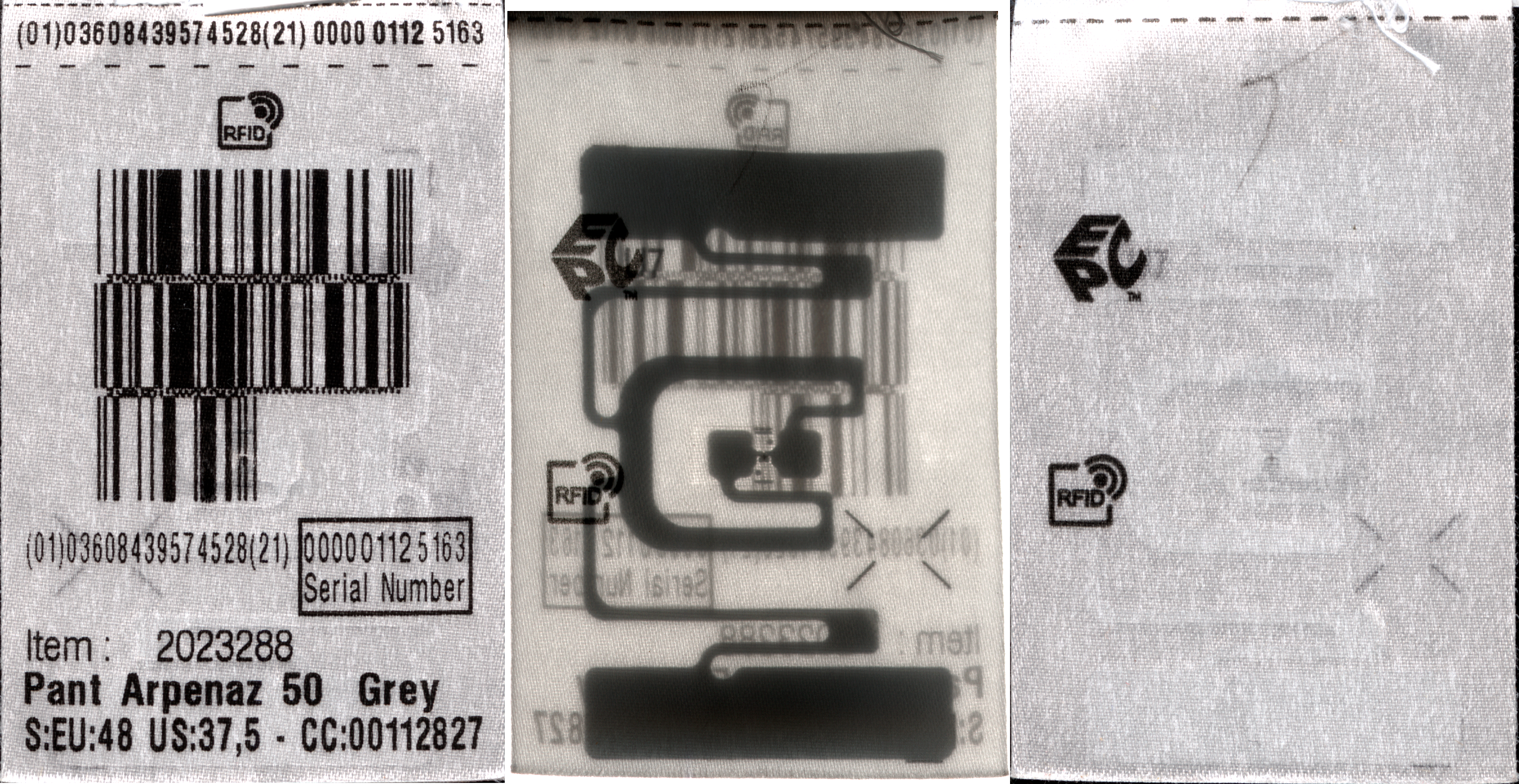
Etiqueta RFID usado para producto textil.

Actualmente, la aplicación más importante de RFID es la logística. El uso de esta tecnología permitiría tener localizado cualquier producto dentro de la cadena de suministro. En lo relacionado con la trazabilidad, las etiquetas podrían tener gran aplicación ya que las mismas pueden grabarse, con lo que se podría conocer el tiempo que el producto estuvo almacenado, en qué sitios, etc. De esta manera se pueden lograr importantes optimizaciones en el manejo de los productos en las cadenas de abastecimiento teniendo como base el mismo producto, e independizándose prácticamente del sistema de información.

#### Requisitos sobre RFID para su uso en logística
Debido al tamaño de estas dos organizaciones, sus mandatos sobre RFID han causado un impacto en miles de compañías de todo el mundo. La fecha límite se ha extendido varias veces porque muchos fabricantes se enfrentan a grandes dificultades para implementar sistemas RFID. En la práctica, las cifras de lecturas exitosas están actualmente en un 80%, debido a la atenuación de la onda de radio causada por los productos y el empaquetado. Dentro de un tiempo está previsto que incluso las compañías más pequeñas sean capaces de poner etiquetas RFID en sus transportes.
Desde enero de 2005, Walmart puso como requisito a sus 100 principales proveedores que apliquen etiquetas RFID en todos sus envíos. Para poder cumplir el requisito, los fabricantes usan codificadores/impresoras RFID para etiquetar las cajas y paléts que requieren etiquetas EPC para Walmart. Estas etiquetas inteligentes son producidas integrando el RFID dentro del material de la etiqueta, e imprimiendo el código de barras y otra información visible en la superficie de la etiqueta.

### Implantes humanos

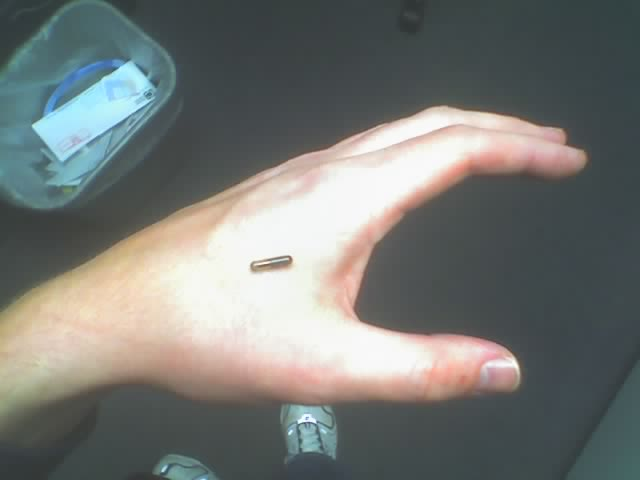
Mano izquierda de Amal Graafstra con la situación planeada del chip RFID

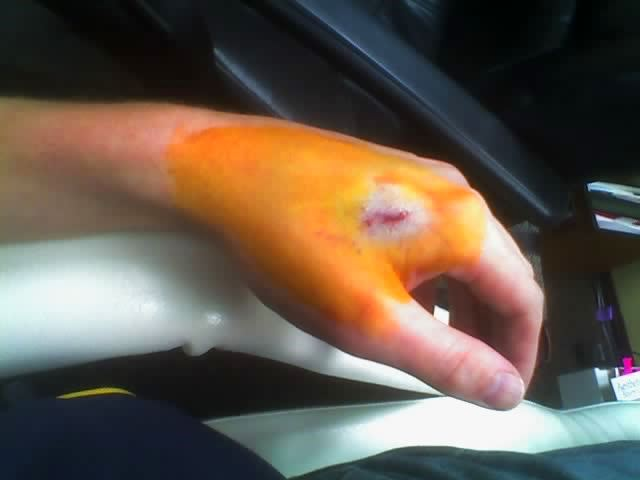
Justo después de que la operación de inserción de la etiqueta fuera completada

Los chips RFID implantables, diseñados originalmente para el etiquetado de animales se está utilizando y se está contemplando también para los seres humanos. Applied Digital Solutions propone su chip de formato único subcutáneo (unique under-the-skin format) como solución a la usurpación de la identidad, al acceso seguro a un edificio, al acceso a un ordenador, al almacenamiento de expedientes médicos, a iniciativas de anti-secuestro y a una variedad de aplicaciones. Combinado con los sensores para supervisar diversas funciones del cuerpo, el dispositivo Digital Angel podría proporcionar supervisión de los pacientes. El Baja Beach Club en Barcelona (España) utiliza un Verichip implantable para identificar a sus clientes vip, que lo utilizan para pagar las bebidas. El departamento de policía de Ciudad de México ha implantado el Verichip a unos 170 de sus oficiales de policía, para permitir el acceso a las bases de datos de la policía y para poder seguirlos en caso de ser secuestrados.

### Sector Mercadotecnia/Eventos
Hoy en día RFID se ha estado utilizando para controlar visitantes en eventos y parques recreativos. Esto ha permitido conectar redes sociales con RFID. Eventos como CES en Las Vegas, NV y otros han atraído mucho la atención a posibles nuevas industrias. RFID ya se utiliza como un método de monedero electrónico para hacer pagos dentro de parques de diversión . Esto muestra un gran avance del sistema RFiD tratando de tomar el uso de la banda magnética.

## Aplicaciones potenciales
Las etiquetas RFID se ven como una alternativa que reemplazará a los códigos de barras UPC o EAN, puesto que tienen un número de ventajas importantes sobre la arcaica tecnología de código de barras. Quizás no logren sustituir en su totalidad a los códigos de barras, debidos en parte a su costo relativamente más alto. Para algunos artículos con un coste más bajo la capacidad de cada etiqueta de ser única se puede considerar exagerado, aunque tendría algunas ventajas tales como una mayor facilidad para llevar a cabo inventarios.
También se debe reconocer que el almacenamiento de los datos asociados al seguimiento de las mercancías a nivel de artículo ocuparía muchos terabytes. Es mucho más probable que las mercancías sean seguidas a nivel de palés usando etiquetas RFID, y a nivel de artículo con producto único, en lugar de códigos de barras únicos por artículo.
Los códigos RFID son tan largos que cada etiqueta RFID puede tener un código único, mientras que los códigos UPC actuales se limitan a un solo código para todos los casos de un producto particular. La unicidad de las etiquetas RFID significa que un producto puede ser seguido individualmente mientras se mueve de lugar en lugar, terminando finalmente en manos del consumidor. Esto puede ayudar a las compañías a combatir el hurto y otras formas de pérdida del producto. También se ha propuesto utilizar RFID para comprobación de almacén desde el punto de venta, y sustituir así al encargado de la caja por un sistema automático que no necesite ninguna captación de códigos de barras. Sin embargo no es probable que esto sea posible sin una reducción significativa en el coste de las etiquetas actuales. Se está llevando a cabo una investigación sobre la tinta que se puede utilizar como etiqueta RFID, que reduciría costes de forma significativa. Sin embargo, faltan todavía algunos años para que esto dé sus frutos.

### Gen 2
Una organización llamada EPCglobal está trabajando en un estándar internacional para el uso de RFID y EPC en la identificación de cualquier artículo en la cadena de suministro para las compañías de cualquier tipo de industria, en cualquier lugar del mundo. El consejo superior de la organización incluye representantes de EAN International, Uniform Code Council, The Gillette Company, Procter & Gamble, Wal-Mart, Hewlett-Packard, Johnson & Johnson, SATO y Auto-ID Labs. Algunos sistemas RFID utilizan estándares alternativos basados en la clasificación ISO 18000-6.
El estándar gen 2 de EPCglobal fue aprobado en diciembre de 2004, y es probable que llegue a formar la espina dorsal de los estándares en etiquetas RFID de ahora en adelante. Esto fue aprobado después de una contención de Intermec por la posibilidad de que el estándar pudiera infringir varias patentes suyas relacionadas con RFID. Se decidió que el estándar en sí mismo no infringía sus patentes, sino que puede ser necesario pagar derechos a Intermec si la etiqueta se leyera de un modo particular. EPC Gen2 es la abreviatura de EPCglobal UHF Generation 2.
En junio de 2006 la ISO adoptó el estándar bajo el nombre ISO/IEC 18000-6C.

### Identificación de pacientes
En julio de 2004, la Administración de Alimentos y Medicamentos de EE. UU. hizo pública la decisión de comenzar un proceso de estudio que determinará si los hospitales pueden utilizar sistemas RFID para identificar a pacientes Hospital La Fe o para permitir el acceso por parte del personal relevante del hospital a los expedientes médicos. El uso de RFID para prevenir mezclas entre esperma y óvulos en las clínicas de fecundación in vitro también está siendo considerado . Además, la FDA aprobó recientemente los primeros chips RFID de EE. UU. que se pueden implantar en seres humanos. Los chips RFID de 134.2 kHz, de VeriChip Corp., una subsidiaria de Applied Digital Solutions Inc., pueden incorporar información médica personal y podrían salvar vidas y limitar lesiones causadas por errores en tratamientos médicos, según la compañía. La aprobación por parte de la FDA fue divulgada durante una conferencia telefónica con los inversionistas. También se ha propuesto su aplicación en el hogar, para permitir, por ejemplo, que un frigorífico pueda conocer las fechas de caducidad de los alimentos que contiene, pero ha habido pocos avances más allá de simples prototipos.
Otra utilización en el sector sanitario es la localización de expediente clínicos, dentro de un entorno masivo o de almacenes descentralizados, es decir en almacenes fuera del hospital. La gestión de inventario y la localización se pueden mejorar altamente obteniendo resultados increíbles con solo poner un chip de RFID en los mismos. Además con los dispositivos de lectura masiva, se puede garantizar el 100 % de lectura de los expedientes clínicos y conseguir la trazabilidad completa sin problemas y de una manera muy sencilla.

### Tráfico y posicionamiento

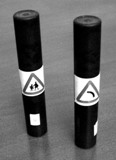
Radiobalizas

Otra aplicación propuesta es el uso de RFID para señales de tráfico inteligentes en la carretera. Se basa en el uso de transpondedores RFID enterrados bajo el pavimento (radiobalizas) que son leídos por una unidad que lleva el vehículo (OBU, de onboard unit) que filtra las diversas señales de tráfico y las traduce a mensajes de voz o da una proyección virtual usando un HUD (Heads-Up Display). Su principal ventaja comparadas con los sistemas basados en satélite es que las radiobalizas no necesitan de mapeado digital ya que proporcionan el símbolo de la señal de tráfico y la información de su posición por sí mismas. Las radiobalizas RFID también son útiles para complementar sistemas de posicionamiento de satélite en lugares como los túneles o interiores, o en el guiado de personas ciegas.

## Polémicas sobre su utilización
¿Cómo se sentiría usted si, por ejemplo, un día se diera cuenta de que su ropa interior permite revelar su paradero?
La senadora del estado de California Debra Bowen, en una audiencia en 2003 

El uso de la tecnología RFID ha causado una considerable polémica e incluso boicots de productos. Las cuatro razones principales por las que RFID resulta preocupante en lo que a privacidad se refiere son:
- El comprador de un artículo no tiene por qué saber de la presencia de la etiqueta o ser capaz de eliminarla.
- La etiqueta puede ser leída a cierta distancia sin conocimiento por parte del individuo.
- Si un artículo etiquetado es pagado mediante tarjeta de crédito o conjuntamente con el uso de una tarjeta de fidelidad, entonces sería posible enlazar la ID única de ese artículo con la identidad del comprador.
- El sistema de etiquetas EPCGlobal crea, o pretende crear, números de serie globales únicos para todos los productos, aunque esto cree problemas de privacidad y sea totalmente innecesario en la mayoría de las aplicaciones.

La mayoría de las preocupaciones giran alrededor del hecho de que las etiquetas RFID puestas en los productos siguen siendo funcionales incluso después de que se hayan comprado los productos y se hayan llevado a casa, y esto puede utilizarse para vigilancia y otros propósitos cuestionables sin relación alguna con sus funciones de inventario en la cadena de suministro. Aunque la intención es emplear etiquetas RFID de corta distancia, estas pueden ser interrogadas a mayores distancias por cualquier persona con una antena de alta ganancia, permitiendo de forma potencial que el contenido de una casa pueda ser explorado desde cierta distancia. Incluso un escaneado de rango corto es preocupante si todos los artículos detectados aparecen en una base de datos cada vez que una persona pasa un lector, o si se hace de forma malintencionada (por ejemplo, un robo empleando un escáner de mano portátil para obtener una evaluación instantánea de la cantidad de víctimas potenciales). Con números de serie RFID permanentes, un artículo proporciona información inesperada sobre una persona incluso después de su eliminación; por ejemplo, los artículos que se revenden, o se regalan, pueden permitir trazar la red social de una persona.
Otro problema referente a la privacidad es debido al soporte para un protocolo de singulation (anticolisión). Esta es la razón por la cual un lector puede enumerar todas las etiquetas que responden a él sin que ellas interfieran entre sí. La estructura de la versión más común de este protocolo es tal que todos los bits del número de serie de la etiqueta salvo el último se pueden deducir por espionaje pasivo a distancia tan solo en la parte del protocolo que afecta al lector. Por esta razón, si las etiquetas RFID están cerca de algún lector, la distancia en la cual la señal de una etiqueta puede ser escuchada es irrelevante. Lo que importa es la distancia a la que un lector de mucho más alcance puede recibir la señal. Independientemente de que esto dependa de la distancia a la que se encuentre el lector y de qué tipo sea, en un caso extremo algunos lectores tienen una salida de energía máxima (4 W) que se podría recibir a diez kilómetros de distancia.

### Pasaportes

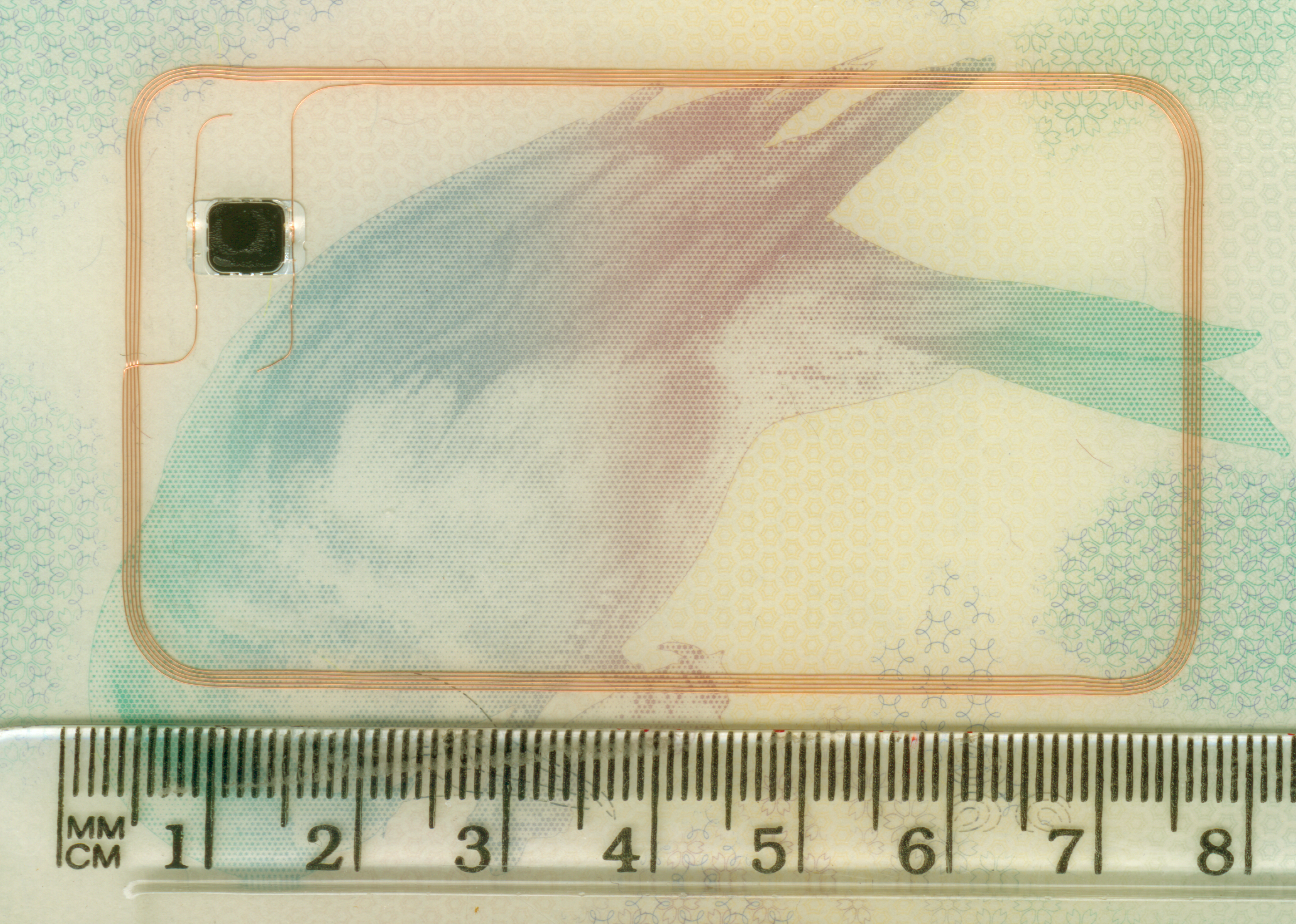
Pasaporte biométrico con chip RFID.

Varios países han propuesto la implantación de dispositivos RFID en los nuevos pasaportes, para aumentar la eficiencia en las máquinas de lectura de datos biométricos. El experto en seguridad Bruce Schneier dijo a raíz de estas propuestas: "Es una amenaza clara tanto para la seguridad personal como para la privacidad. Simplemente, es una mala idea". Los pasaportes con RFID integrado únicamente identifican a su portador, y en la propuesta que se está considerando, también incluirían otros datos personales. Esto podría hacer mucho más sencillos algunos de los abusos de la tecnología RFID que se acaban de comentar, y se podría expandir la cantidad de datos para incluir, por ejemplo, abusos basados en la lectura de la nacionalidad de una persona. Por ejemplo, un asalto cerca de un aeropuerto podría tener como objetivo a víctimas que han llegado de países ricos, o un terrorista podría diseñar una bomba que funcionara cuando estuviera cerca de personas de un país en particular.
El Departamento de Estado de los Estados Unidos rechazó en un primer momento estas hipótesis porque pensaban que los chips solo podrían ser leídos desde una distancia de 10 cm, sin tener en cuenta más de 2400 comentarios críticos de profesionales de la seguridad, y una demostración clara de que con un equipo especial se pueden leer los pasaportes desde 10 m. 
La autoridad de los pasaportes de Pakistán ha comenzado a expedir pasaportes con etiquetas RFID.

### Carnet de conducir
El estado estadounidense de Virginia ha pensado en poner etiquetas RFID en los carnet de conducción con el objetivo de que los policías y otros oficiales realicen comprobaciones de una forma más rápida. La Asamblea General de Virginia también espera que, al incluir las etiquetas, cueste mucho más obtener documentos de identidad falsos. La propuesta se presentó por primera vez en el Driver's License Modernization Act de 2002, que no fue promulgada, pero en 2004 el concepto todavía estaba considerándose.
La idea fue promovida por el hecho de que varios de los piratas aéreos de los atentados del 11 de septiembre tenían carnets de conducir de Virginia fraudulentos. Sin embargo, la Unión Estadounidense por las Libertades Civiles dijo que además de ser un riesgo para la privacidad y la libertad, la propuesta del RFID no habría entorpecido a los terroristas, dado que la documentación falsa que portaban era válida, pues eran documentos oficiales obtenidos con otra identificación falsa. La debilidad del sistema es que no falla cuando se validan documentos en el momento, sino que falla al verificar la identidad antes de expedirlos.
Bajo la propuesta, no se almacenaría ninguna información en la etiqueta salvo el número correspondiente a la información del portador en una base de datos, solo accesible por personal autorizado. Además, para disuadir a las falsificaciones de identidad solo sería necesario envolver un carnet de conducir con papel de aluminio. , 

### Blindajes Faraday como una contramedida al RFID
Se puede utilizar una jaula de Faraday para evitar que las señales de radiofrecuencia se escapen o entren en una zona, actuando como un blindaje RF.
Si se rodeara un dispositivo RFID con un blindaje de Faraday tendría señales entrantes y salientes muy atenuadas, hasta el punto de que no podrían ser utilizables. Un blindaje de Faraday muy sencillo, válido para la mayoría de los propósitos, sería un envoltorio de papel de aluminio. Uno más efectivo sería un rectángulo de cobre alrededor del objeto. Un RFID implantado sería más difícil de neutralizar con dicho blindaje, pero incluso una cubierta simple de papel de aluminio atenuaría la componente de campo eléctrico de las señales.
Neutralizar permanentemente el RFID podría necesitar una fuerte corriente eléctrica alterna adyacente al RFID, que sobrecargue la etiqueta y destruya su electrónica. En algunos casos, dependiendo de la composición del RFID, un imán fuerte puede servir para destruir mecánicamente la bobina o la conexión del chip por la fuerza mecánica ejercida en la bobina. Con el desarrollo de la tecnología RFID, pueden ser necesarios otros métodos.
Las etiquetas de 125 kHz, 134 kHz (baja frecuencia), y en varios casos 13.56 MHz (alta frecuencia) están unidas por un campo magnético en lugar de un campo eléctrico, es lo que se denomina acoplamiento inductivo. Como la jaula de Faraday blinda solamente la componente eléctrica del campo electromagnético, el blindaje de papel de aluminio es ineficaz. Cualquier blindaje magnético, como por ejemplo una hoja fina de hierro o acero, encapsulando la bobina de la antena de la etiqueta, será eficaz.